# 제주MBC 정오의 희망곡
장인정의 정오의 희망곡은 제주MBC FM4U(제주시 FM 90.1㎒, 서귀포시 FM 102.9㎒, 제주시 서부 FM 102.5㎒)에서 평일 낮 12시부터 오후 2시까지 방송했던 제주 전지역의 대중가요 전문 라디오 프로그램이다. 2025년 4월 4일 자로 42년만에 폐지되었다.

## 기획의도
- 새로운 활력소를 필요로 하는 청취자들을 위해 오후의 나른함을 날려드립니다.

## 주간 초대석
- 도내 다양한 공연, 전시소개부터 다양한 인물들을 만나봅니다.

## 코너 소개
장인정의 정오의 희망곡은 매일, 요일별로 다양한 코너로 구성되었다.

### 데일리 코너
- <1인칭 퀴즈 시점> : 평화로운 정희 마을에 나타난 팔색조 마녀! 마녀의 저주로 그만 정체불명의 무언가로 변하고 말았는데요. 다시 원래의 모습으로 동라가기 위해선, 변해버린 나의 정체를 알아맞혀야 합니다. 본격! 과몰입 자아 찾기 퀴즈 <일인칭 퀴즈 시점>

## 요일별 코너
- 매일 3부 <정희마을>로 놀러오세요.

#### 월요일
- 정희공부방 : 법률상식과, 경제상식 어렵지 않아요. 정희공부방에서는 쉽고 재미있게 알려드려요.

#### 화요일
- 마음세탁소 : 심리상담사이자, 책방지기 김경희대표와 함께 지친 마음 다독이며, 책 한권 추천받아요.

#### 수요일
- 에디여행사 : 에디여행사에서는 제주에디가 취향저격 다양한 도내 스폿라이트 알려드려요.

#### 목요일
- 정오병원 : 오늘은 정오병원 가는 날. 장인정아나운서가 오늘은 어디가 아파 병원에 찾아왔을까요?

#### 금요일
- 불금노래방 : 금요일은 한 주간 쌓인 피로와 스트레스를 시원하게 날려줄 불금노래방 가는 날.

## 같이 보기
- 제주문화방송
- MBC FM4U
- 정오의 희망곡 김신영입니다